# Snooker
L'snooker és una modalitat de billar de troneres d'origen britànic jugada a una taula llarga (3569 mm × 1778 mm) entapissada de llana cardada amb forats a cadascun dels quatre cantons i al mig de cadascuna de les bandes llargues.
Es juga emprant un tac, una bola blanca (l'única que pot colpejar el jugador amb el tac), quinze boles vermelles (amb un valor d'un punt cadascuna) i sis boles de diferents colors (amb valors: groga = 2, verda = 3, marró = 4, blava = 5, rosa = 6, negra = 7). Un jugador (o equip) guanya un joc parcial (anomenat frame) quan anota més punts que el rival, emprant el tac per a embocar les boles en l'ordre reglamentari. Guanya la partida qui abasta primer un nombre de jocs parcials prèviament acordat.
L'origen del joc es troba en el segle xix i va ser creat per militars britànics destinats al Raj, d'on va exportar-se cap a Anglaterra. Per aquest motiu, el joc és molt popular als països d'influència britànica, sobretot a la Gran Bretanya, Irlanda, Canadà, Austràlia i l'Índia, amb els millors jugadors professionals obtenint ingressos multimilionaris. Recentment ha suscitat molt d'interès a l'Àsia Occidental i jugadors de Tailàndia, Hong Kong i la Xina han aplegat a l'elit.
Els tres tornejos més importants d'snooker s'agrupen en el que s'anomena la Triple Corona. D'aquests tres, el més important és el Campionat del Món, que se celebra anualment al Teatre Crucible de Sheffield entre finals d'abril i principis de maig, i que clou la temporada de snooker. Completen la Triple Corona el Campionat del Regne Unit, que es juga entre finals de novembre i principis de desembre a York des de 2011, i el Masters, que es juga a Londres a mitjans de gener.
Les competicions professionals estan governades per l'Associació Professional Mundial de Billar i Snooker, fundada al 1968 i amb seu a Bristol.

## La taula de joc

Taula d'snooker amb les boles col·locades a les seves posicions inicials

Les taules de billar anglès són taules de billar específiques per a jugar al snooker. Són rectangulars, amb 4 costats, dos de llargs i dos de curts, i disposen de 6 troneres on s'han d'embocar les boles. Són de les més grans en mida entre les diverses modalitats del billar, que si hi afegim que les boles tenen una mida més reduïda, contribueix a augmentar el grau de dificultat del joc.
L'àrea de joc d'una taula de snooker mesura 3569 mil·límetres de llarg per 1778 mil·límetres d'ample, amb una oscil·lació permesa de 13 mil·límetres, i rep el nom de taula de dotze peus. La superfície de la taula de snooker és entapissada (habitualment de color verd o blau), mentre que el contorn de la mateixa és d'un material elàstic. Aquestes bandes es tallen a cada tronera, permetent el pas de la bola. Aquest tall, a les taules de snooker, és arrodonit, fet que dificulta la introducció de les boles. L'alçada de la taula des del terra ha d'oscil·lar entre els 851 i els 876 mil·límetres.
En l'àrea de joc hi ha un seguit de marques que ajuden a la col·locació de les diferents boles:
- La línia de cabanya és una línia paral·lela a la banda inferior de la taula traçada a 737 mil·límetres d'aquesta. L'espai entre aquesta línia i la banda inferior s'anomena cabanya. En el centre d'aquesta línia s'hi dibuixa una D amb un radi de 292 mil·límetres i que ocupa l'espai de la cabanya.
- Quatre punts, marcats tots ells en la línia central longitudinal de la taula:
  - En el mig de la línia de cabanya.
  - El punt central, que se situa a mig camí entre les cares internes de les bandes llargues i curtes.
  - El punt de piràmide, que es troba a mig camí entre el punt central i la cara interior de la banda superior.
  - L'spot, a 324 mil·límetres des d'un punt perpendicularment per sota la superfície de la banda superior.[2]

## El joc

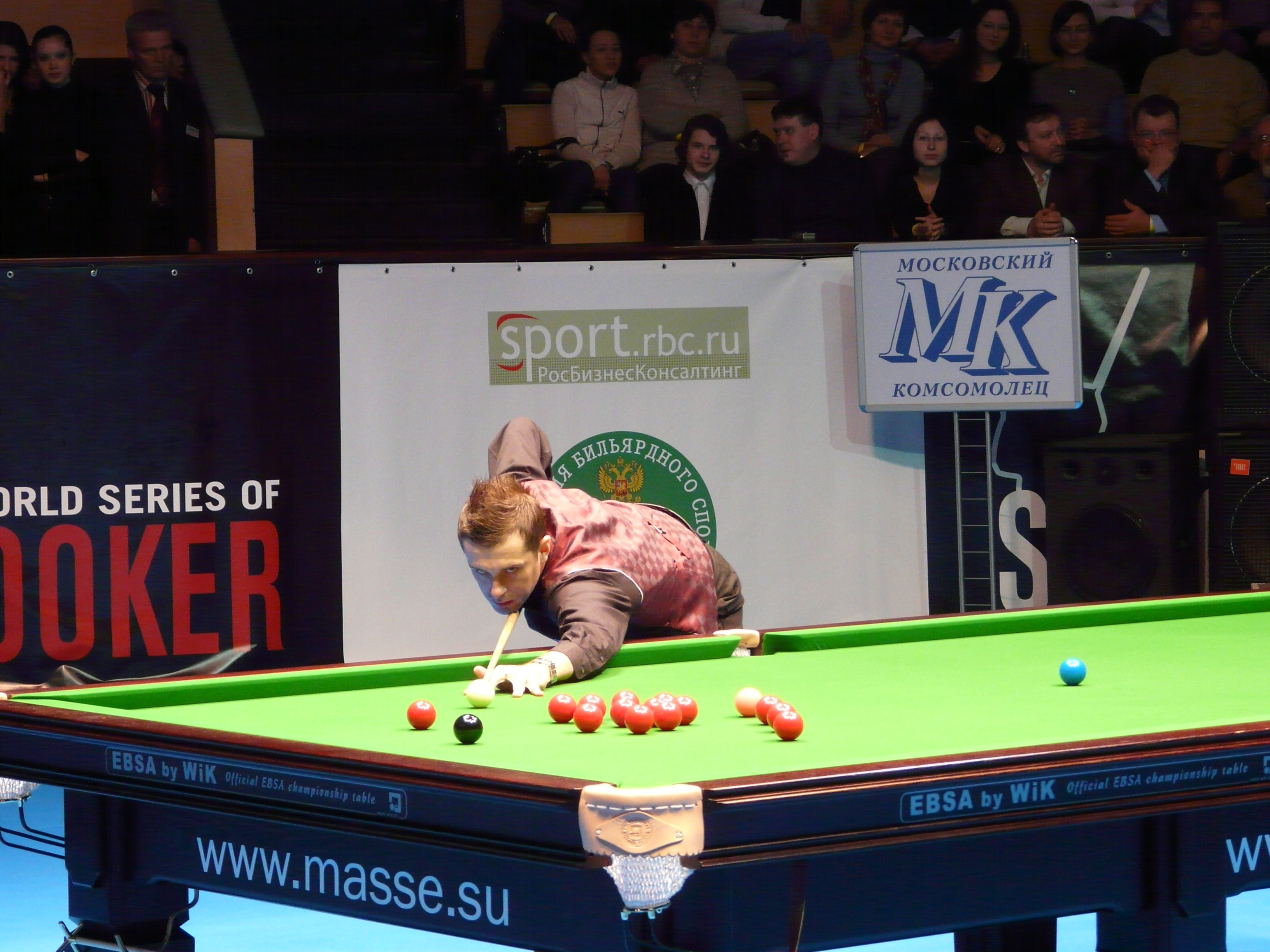
World Series of Snooker 2008 a Moscou.

L'objectiu del snooker es aconseguir sumar més punts que el rival, embocant les boles objectiu —15 de vermelles i 6 de color— seguint un seguit de senzilles consideracions. Els jugadors es turnen per a tirar i cadascun d'ells haurà d'impulsar la bola blanca amb la punta del tac per a introduir les altres boles a les troneres. Generalment, l'ordre per embocar les boles successivament segueix la seqüència d'una de vermella i una de color, i tota la puntuació que s'aconsegueixi en una seqüència s'anomena break. Quan el jugador no emboca o comet una falta (embocar la bola blanca és falta), el torn passa al contrincant.
Una partida de snooker (match) es dividieix en tandes (frames). Un jugador s'adjudica un frame si al final del mateix té més punts que el seu rival. Un frame no pot acabar amb empat; si això es produeix quan no queden boles sobre la taula, es reposa la bola negra al seu punt i guanyarà el primer jugador que l'emboqui. Les partides professionals solen ser al millor de 9 tandes (best of nine), però en tornejos importants pot anar pujant progressivament al millor d'11, 15 o 17 tandes. La final del Campionat del Món de Snooker és al millor de 35 tandes i s'allarga dos dies.
Les partides de snooker també requereixen d'un àrbitre que vetlla pel compliment de les normes, col·loca i recol·loca les boles sobre la taula quan procedeix i va recordant als jugadors la seva puntuació.

### Reglament i puntuació
| Color   | Valor   |
| ------- | ------- |
| Vermell | 1 punt  |
| Groc    | 2 punts |
| Verd    | 3 punts |
| Marró   | 4 punts |
| Blau    | 5 punts |
| Rosa    | 6 punts |
| Negre   | 7 punts |

A l'inici de cada frame, es col·loquen les boles de la següent manera que reflexa la imatge i que ve a ser així:
- La bola negra, de 7 punts de valor, a l'spot, pel que també se'l coneix com a punt de negra.
- La bola rosa, de 6 punts de valor, al punt de piràmide, que també és conegut com a punt de rosa.
- La bola blava, de 5 punts de valor, al punt central, que també se li diu punt de blava.
- La bola marró, de 4 punts de valor, en el punt central de la línia de cabanya, també anomenat punt de marró.
- La bola verda, de 3 punts de valor, a l'esquerra de la marró en la intersecció de la D i la línia de cabanya mirant des de la banda inferior, també conegut com a punt de verda.
- La bola groga, de 2 punts de valor, a la dreta de la marró en la intersecció de la D i la línia de cabanya mirant des de la banda inferior, també dit punt de groga.
- Les boles vermelles, d'1 punt de valor cadascuna d'elles, formen un triangle amb la base al costat de la banda superior i paral·lela a aquesta entre la bola negra i la rosa. La bola de la pica és col·loca el més a prop possible de la bola rosa sense arribar-la a tocar.

#### Inici i desenvolupament d'unframe
La bola blanca, l'única que es pot colpejar amb el tac, s'ha de col·locar en qualsevol posició de la D, incloent la línia.
El jugador que inicia la partida ha de tocar sempre una bola vermella en primer lloc, qualsevol altra situació de sortida serà considerada una falta. A partir d'aquí, es tracta d'embocar sempre el que s'anomena bola objectiu sense ficar-ne cap d'altra, incloent la blanca. Al moment que no s'emboqui una bola objectiu o es cometi una falta, el torn passa al jugador rival.
Quan s'inicia el torn de jugar, qualsevol bola vermella serà una bola objectiu mentre n'hi hagi sobre la taula, per tant, una bola susceptible de ser embocada. Mantindrem el torn i anirem sumant punts (break) mentre anem embocant boles objectiu sense cometre cap falta. En la mateixa tacada no es pot embocar una bola que no sigui bola objectiu. Si hem embocat d'una bola objectiu vermella, la següent bola ojectiu serà qualsevol bola de color, però només una d'elles, a elecció del jugador, mentre hi hagi boles vermelles sobre la taula o tot just s'hagi embocat la darrera vermella. Arribats a aquest cas, si s'emboca una bola objectiu de color, aquesta es reposarà. Mentre hi hagi boles vermelles sobre la taula, aquestes tornaran a ser boles objectiu. Un cop no es pugui repetir la seqüència, llavors es tracta d'embocar les diferents boles de color en ordre creixent del seu valor, i en aquesta fase ja no es reposaran. Només en cas d'empat a punts havent embocat la darrera bola objectiu, la negra, aquesta bola es tornarà a reposar per tal de desfer l'empat. Guanya el frame qui més punts hagi sumat en els diferents breaks.
Així, doncs, la partida perfecta consisteix en sumar en un sol break 147 punts, que correspon a embocar les 15 vermelles seguides sempre per la seva corresponent negra i finalitzar embocant totes les de color en el seu ordre.
Es perd el torn de tirar i es concediexen punts al rival si un jugador comet una falta. Les faltes més habituals de veure són no tocar cap bola objectiu, embocar la bola blanca, tocar més d'una vegada la bola blanca en una tacada o tocar una bola que no sigui objectiu (per exemple, tocar una bola de color quan l'objectiu és una vermella). També es considera falta elevar la bola blanca per tal que salti expressament sobre una altra bola. Les penalitzacions varien en funció de les boles implicades: 7 punts si hi ha la negra, 6 si hi ha la rosa, 5 si hi ha la blava i 4 en qualsevol altre cas.
En el cas de cometre més d'una falta en la mateixa tacada, aplicarà la que té major sanció.

#### Reposició de boles
Les boles vermelles mai es reposen, excepte en comptades ocasions.
Les boles de color es reposen sempre que s'hagin embocat just després d'embocar una vermella o quan hagin estat forçades a desaparèixer de la taula d'una manera il·legal. Si el seu punt està ocupat, s'ubicarà en el punt de major valor que estigui disponible. Si hi ha més d'una bola per col·locar, tindrà preferència la de major valor. Si tot i això no és possible col·locar-la en algun punt, s'haurà de fer en la ubicació més propera al seu punt i més propera a la banda superior. Hi ha una excepció en el cas de les boles rosa i negra, que si arribats aquí no s'han pogut recol·locar, es farà el més a prop possible per sota del seu punt seguint la línia central de la taula. En qualsevol cas, mai podrà tocar una altra bola.

#### Altres consideracions
- Si s'emboca la bola blanca (falta), el rival tindrà bola en mà, que anirà dins la mitja lluna o D.[2]
- Es poden embocar diverses boles vermelles en la mateixa tacada, que sumaran un punt cadascuna. El que no es pot fer és embocar boles de diferents colors. De la mateixa manera, és permès tocar una bola vermella per embocar-ne una altra, però no es pot fer el mateix amb les boles de color.[2]
- Si una bola cau a la tronera sense ser colpejada per una altra bola ni formar part d'una tacada, l'àrbitre la recol·locarà sense efectes a la puntuació dels jugadors. És una de les comptades ocasions que podem veure recol·locar una bola vermella.[2]
- Si el jugador ja sap que no té opcions matemàtiques per superar al seu contricant en un frame, pot admetre la derrota quan tingui el torn (conceding) i el frame es donarà per acabat. Això sol fer-se si no s'aixeca per tirar quan li pertoca.[2]

### Accessoris
Els accessoris més habituals del snooker són els mateixos que els de qualsevol mena de joc de billar. Per tant, el guix de billar, el triangle de billar per a col·locar les boles vermelles correctament, i el tac per colpejar la bola blanca. El tac de snooker mesura 140 centímetres de llarg i fa uns 9 mil·límetres de diàmetre a la punta.
Com que la taula de snooker és molt gran i quan la bola blanca està massa allunyada o altres boles impedeixen realitzar correctament el pont, està permès l'ús de qualsevol material auxiliar que estigui degudament homologat per la WPBSA. En aquests casos, el jugador pot utilitzar pals extensius amb forma de creu o de ferradura, genèricament anomenats rests, o allargadors de tacs, anomenats butt o mini-butt.

### Regles especials

#### Touching ball
Quan la bola blanca s'atura en contacte amb una o diverses boles objectiu, l'àrbitre ha de notificar l'existència de touching ball. Quan això succeeix, el jugador que disposa del torn haurà de fer la tacada de manera que la touching ball no es mogui; en cas contrari, es considerarà que s'ha tocat i serà falta.

#### Snookered

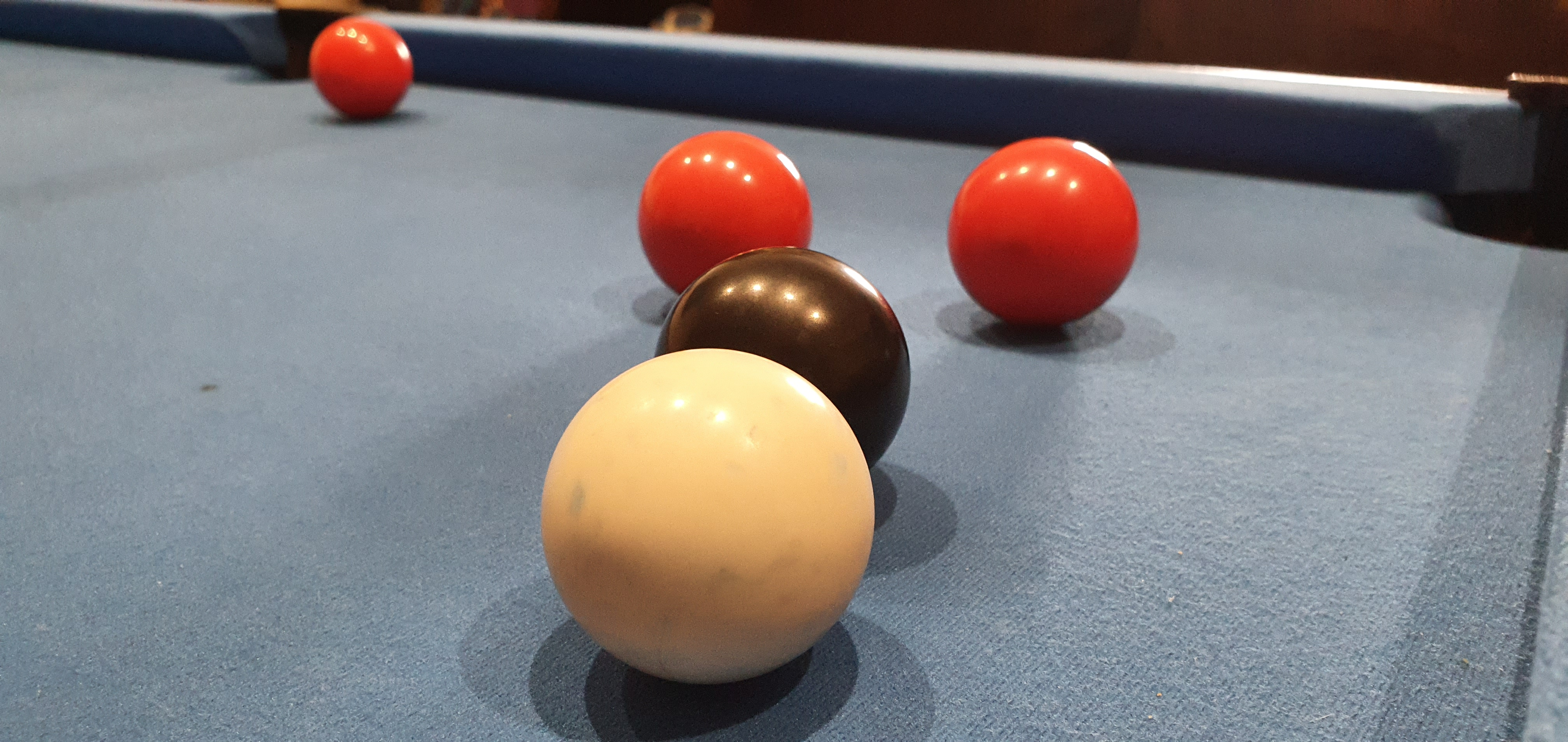
Situació de snooker. Prenent les boles vermelles com a objectiu, la bola negra n'impedeix l'accés directe.

Quan el jugador no té opcions de realitzar una tacada en línia recta entre la bola blanca i la bola objectiu a causa que hi ha una o més boles d'un altre color que bloquegen el pas de la bola blanca d'una manera total o parcial, es considera que ens trobem snookered o en situació de snooker. Es pot produir de manera accidental o de manera estratègica, ja que dificulta les opcions de la tacada del rival, ja que si colpeja una bola que no correspon (com la que estigui provocant la situació de snooker) incorre en falta i són punts pel rival. Cal recordar que el reglament prohibeix explícitament fer saltar la bola blanca per damunt d'una bola que faci d'obstacle, pel qual s'haurà de fer un tir que eviti la bola o boles que provoquen la situació de snooker.

#### Free ball
Es considera free ball quan, després d'una falta, es produeix sobre la taula una situació de snooker i el jugador que disposa del torn vol exercit el seu dret a jugar. Llavors es pot nominar qualsevol vola com a bola objectiu. Si encara queden boles vermelles sobre la taula, aquesta bola tindrà el valor i les característiques d'una bola vermella: valdrà un punt i donarà la possibilitat de seguir jugant d'una manera normal. Si no queden boles vermelles sobre la taula, aquesta bola tindrà el valor de la bola que s'hauria de jugar. Completada la tacada, si la free ball s'ha embocat, es recol·locarà en el seu punt sobre la taula.
Aquesta norma no s'aplica quan només queden les boles rosa i negra.

#### Snooker xinès

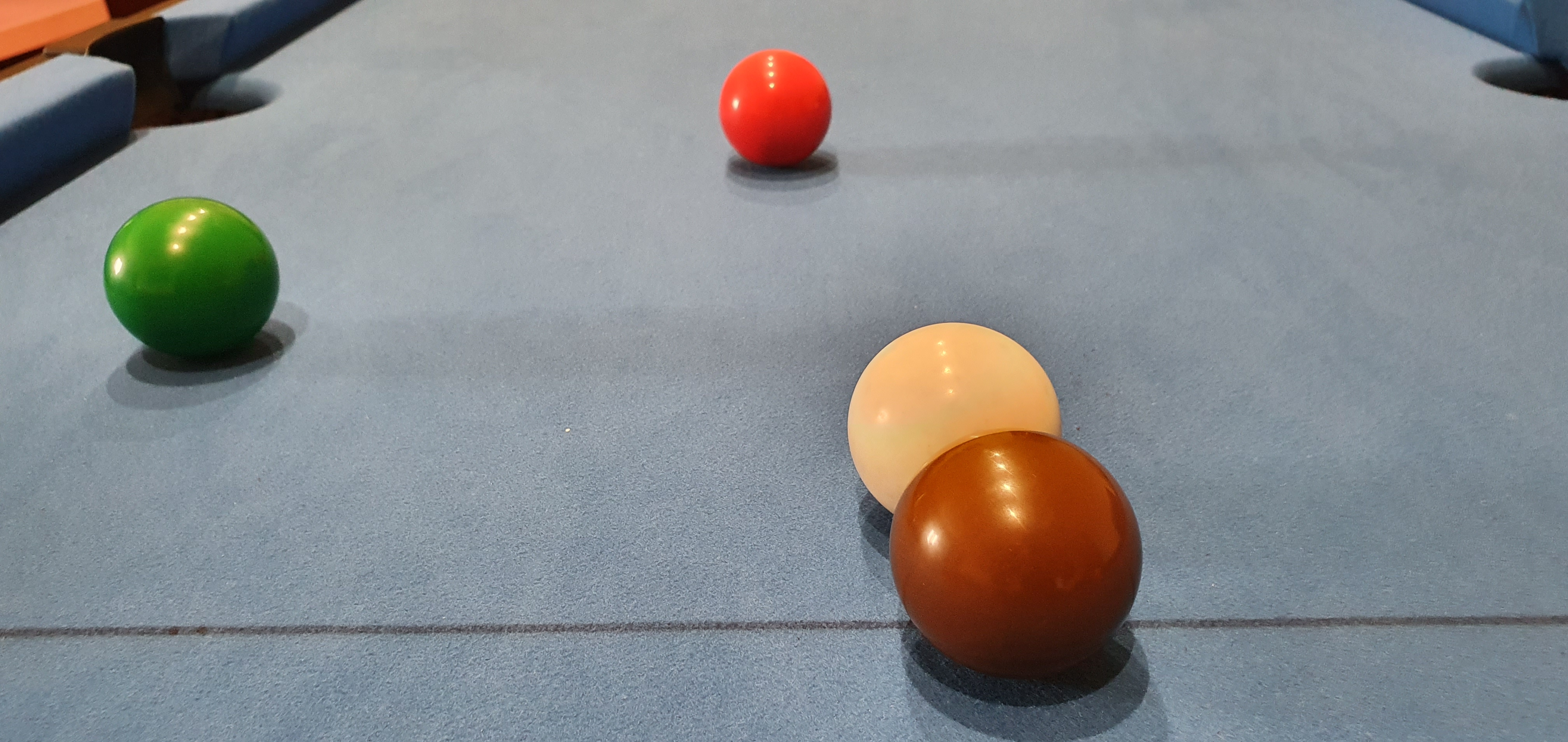
Situació de snooker xinès. La bola objectiu es troba visible respecte la bola d'atac, però una bola de color en dificulta el colpeig.

És una situació de snooker invers, és a dir, on la bola d'atac (la bola blanca) té visibilitat respecte la bola objectiu ja que cap bola de color diferent n'impedeix l'accés directe, però una bola que no és objectiu en dificulta el tir per la seva proximitat al dificultar-ne el pont a l'hora de jugar al forçar un angle de colpeig innaturalment alt.

#### Foul and miss
Es considera «falta i error» (foul and a miss) quan un jugador no consegueix colpejar la bola objectiu i l'àrbitre considera que estava en disposició de fer-ho. Hi ha dues excepcions a aquesta regla:
- Només queda la bola negra sobre la taula
- Situacions on el colpeig resulta impossible (per exemple, touching ball).

En ambdós casos, l'àrbitre tindrà en compte la intencionalitat per colpejar la bola objectiu, doncs si no ho considera així podrà indicar foul and miss.
Després de senyalitzar-se aquesta infracció, el jugador rival pot jugar el seu torn, seguint normalment la partida, o sol·licitar que l'infractor repeteixi el seu tir, sigui des de la nova situació de la bola blanca o des de la posició immediatament anterior a la falta.

#### Three miss rule
Un cas particular de la regla del foul and miss pot arribar a portar a la derrota en el frame del jugador que està en disposició de jugar. És la que s'anomena regla dels tres errors (three miss rule), que quan es produeixen tres foul and miss consecutius, és a dir, el jugador està en disposició de jugar legalment la bola objectiu, no ho fa en tres tacades consecutives. Si això s'arriba a produir, la victòria en el frame serà del jugador rival.

## Òrgans de govern
L'Associació Professional Mundial de Billar i Snooker (WPBSA, de l'anglès World Professional Billiards and Snooker Association, també coneguda com a World Snooker), fundada el 1968 com a Professional Billiard Players Association, és l'organització que regula les competicions professionals de snooker, mentre que les competicions amateurs, incloent-hi les competicions juvenils, estan regides per la Federació Internacional de Billar i Snooker (IBSF, de l'anglès International Billiards and Snooker Federation).
Els esdeveniments celebrats específicament per a dones i esdeveniments per a gent gran són gestionats per World Snooker en el marc de World Women Snooker i World Tour de la gent gran, respectivament. Les competicions més importants d'aquestes categories són el Campionat Mundial de Snooker de la IBSF, el Campionat Mundial de Sèniors i el Campionat Mundial de Snooker femení.

## World Snooker Tour

### El rànquing
Els jugadors professionals de snooker juguen a l'anomenat World Snooker Tour. Els esdeveniments d'aquest circuit només estan oberts a jugadors del circuit i a jugadors amateurs seleccionats, però la majoria dels esdeveniments requereixen una qualificació. Els jugadors poden classificar-se per al circuit ja sigui pel rànquing mundial assolit en les temporades anteriors, guanyant campionats continentals o bé a través dels esdeveniments del Challenge Tour o Q School. La llicència mínima per formar part del circuit té una durada de dos anys.
El circuit disposa d'un sistema oficial de rànquing mundial, en el qual només els jugadors que formen part del mateix poden fermar-ne part. Els punts de rànquing obtinguts pels jugadors a través de les seves actuacions durant les dues temporades anteriors determinen el rànquing mundial actual de cadascun d'ells. La classificació d'un jugador determina quin nivell de qualificació requereix per a tornejos específics. L'elit del snooker professional es considera generalment com els 16 jugadors amb millor rànquing (top 16) i no cal que es pre-classifiquin per a alguns dels grans tornejos, com ara els Masters de Xangai, el Masters o el Campionat del Món.
Actualment, en el circuit hi ha 125 jugadors amb llicència professional, llista que s'actualitza després del Campionat del Món. Els jugadors en els 64 primers llocs del rànquing o acabant com un dels vuit primers guanyadors de premis en la temporada més recent tenen garantit un lloc en el circuit per a la propera temporada.

### Campionats i tornejos

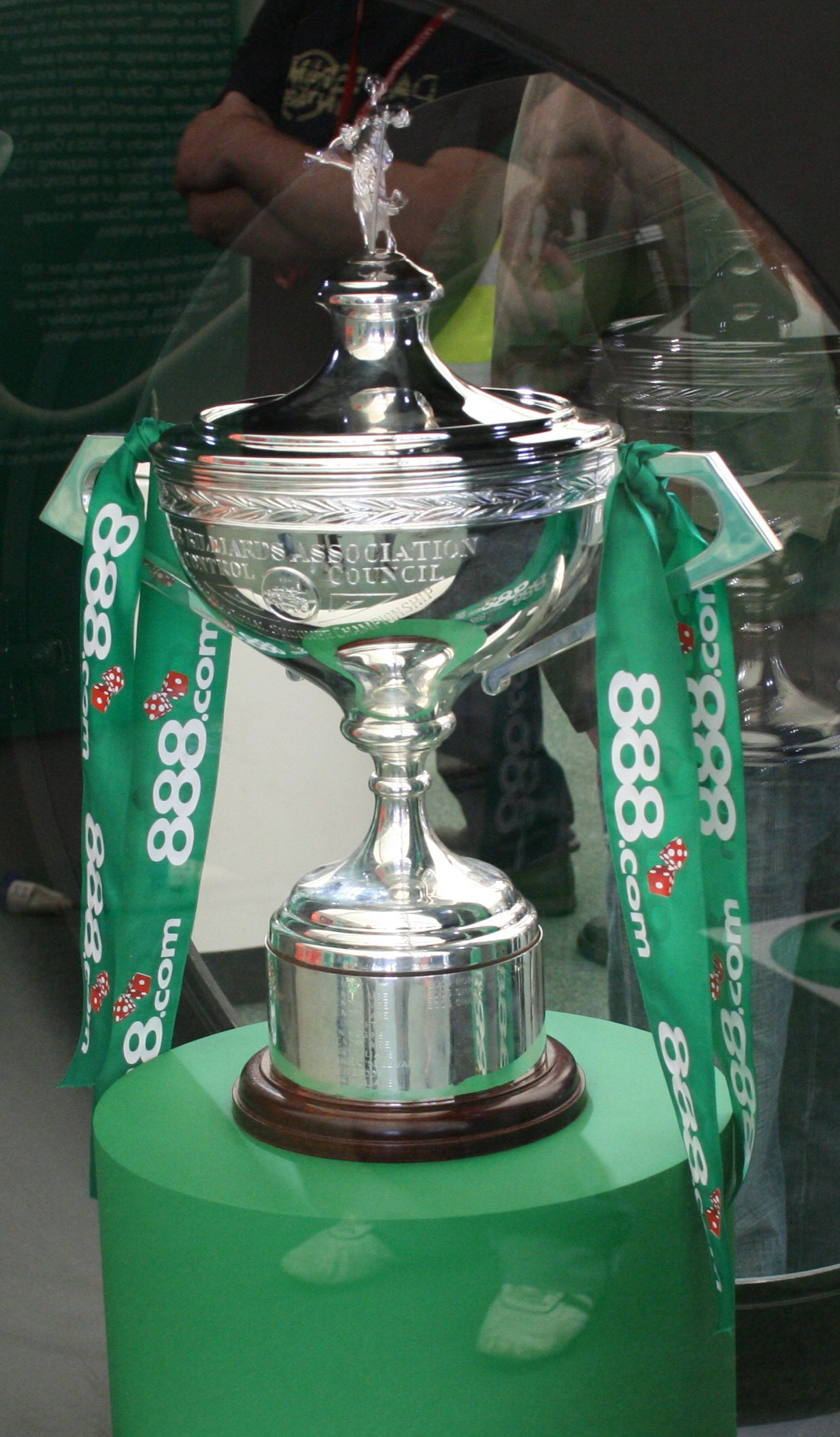
Trofeu del Campionat del Món de Snooker

De tots els campionats i tornejos que formen part del circuit, el més antic, el de més prestigi, el que clou la temporada i el que dona major puntuació en el rànquing és el Campionat del Món, que se celebra anualment des de 1927 a excepció del període de la Segona Guerra Mundial i entre els anys 1958 i 1963), i que és emès per la BBC i Eurosport, entre d'altres. Forma part del que s'anomena la Triple Corona, que també inclou el Masters i el Campionat del Regne Unit. Aquests tres són els tornejos més antics i que els jugadors valoren com els més prestigiosos. Guanyar-los tots tres és una tasca ben complicada, com ho demostra que només 11 jugadors han estat capaços de fer-ho: Ronnie O'Sullivan i Stephen Hendry ho han fet en 5 ocasions, i només Stephen Hendry, en 2 ocasions, Mark Williams i Steve Davies ho han aconseguit en la mateixa temporada.
Actualment, el tornejos de rànquing són els següents:
- Riga Masters (Riga, Letònia)
- International Championship (Daqing, Xina)
- China Championship (Guangzhou, Xina)
- English Open (Crawley, Anglaterra)
- Yushan World Open (Yushan, Xina)
- Northern Ireland Open (Belfast, Irlanda del Nord)
- UK Championship (York, Anglaterra)
- Scottish Open (Glasgow, Escòcia)
- European Masters (Dornbirn, Àustria)
- German Masters (Berlín, Alemanya)
- Coral World Grand Prix (Cheltenham, Anglaterra)
- Welsh Open (Cardiff, País de Gal·les)
- Shoot-Out (Watford, Anglaterra)
- Coral Players Championship (Southport, Anglaterra)
- Gibraltar Open (Gibraltar)
- Coral Tour Championship (Llandudno, País de Gal·les)
- China Open (Beijing, Xina)
- World Championship (Sheffield, Anglaterra)